# شید (شینتو)

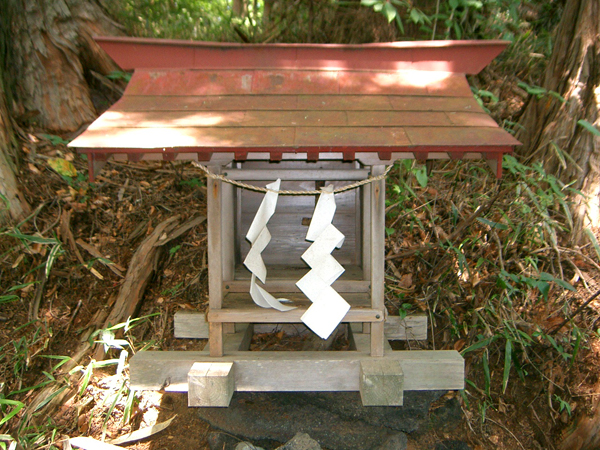
یک معبد شینتویی با شید

شید (به ژاپنی: 紙垂, 四手 Shide) یک نوار کاغذی به شکل زیگزاگ است که اغلب به شیمه‌ناوا یا تاماگوشی متصل است، و در مراسم شینتو استفاده می‌شود.